# Élections sénatoriales de 2011 représentant les Français établis hors de France
Les élections sénatoriales représentant les Français établis hors de France ont lieu le dimanche 25 septembre 2011. Elles ont pour but d'élire les sénateurs représentant les Français résidant à l'étranger au Sénat pour un mandat de six années.

## Contexte politique
Lors des élections sénatoriales du 23 septembre 2001, quatre sénateurs ont été élus, un de l'UDF, un du RPR, une du PS et un divers droite.
Lors des élections sénatoriales du 26 septembre 2004, quatre sénateurs ont été élus et dont deux (UMP) doivent remettre leur siège en jeu, le tirage au sort ayant désigné Joëlle Garriaud-Maylam et Christiane Kammermann.

## Sénateurs sortants
| Sénateur | Sénateur                   | Parti | Fonctions lors de l'élection en 2001/2004 |
| -------- | -------------------------- | ----- | ----------------------------------------- |
|          | Monique Cerisier-ben Guiga | PS    | Sénatrice sortante                        |
|          | Jean-Pierre Cantegrit      | UMP   | Sénateur sortant                          |
|          | Louis Duvernois            | UMP   |                                           |
|          | Michel Guerry              | UMP   |                                           |
|          | Joëlle Garriaud-Maylam     | UMP   |                                           |
|          | Christiane Kammermann      | UMP   |                                           |

## Présentation des listes et des candidats
Les nouveaux représentants sont élus pour une législature de 6 ans au suffrage universel indirect par les 155 membres de l'Assemblée des Français de l'étranger, réunis au quai d'Orsay. Les sénateurs représentant les Français de l'étranger sont élus au scrutin proportionnel plurinominal. Compte tenu de l'évolution démographique des Français résidant à l'étranger, le nombre de sièges est modifié, passant de 4 à 6 sénateurs à élire et 8 candidats doivent être présentés sur la liste pour qu'elle soit validée. Chaque liste de candidats est obligatoirement paritaire et alterne entre les hommes et les femmes. 8 listes ont été déposées. Elles sont présentées ici dans l'ordre de leur dépôt au secrétariat général de l'Assemblée des Français de l'étranger et comportent l'intitulé figurant aux dossiers de candidature.

### Français du Monde - ADFE(PS-EELV)
| N° | Candidats | Candidats            | Parti | Mandats         |
| -- | --------- | -------------------- | ----- | --------------- |
| 01 |           | Hélène Conway-Mouret | PS    | Membre de l'AFE |
| 02 |           | Jean-Yves Leconte    | PS    | Membre de l'AFE |
| 03 |           | Kalliopi Ango Ela    | EELV  | Membre de l'AFE |
| 04 |           | Claude Girault       | PS    | Membre de l'AFE |
| 05 |           | Bérangère El Anbassi | DVG   | Membre de l'AFE |
| 06 |           | Olivier Bertin       | EELV  | Membre de l'AFE |
| 07 |           | Brigitte Saiz        | DVG   | Membre de l'AFE |
| 08 |           | Michel Testard       | PS    | Membre de l'AFE |

### Union des Français de l'étranger(UMP)
| N° | Candidats | Candidats              | Parti | Mandats            |
| -- | --------- | ---------------------- | ----- | ------------------ |
| 01 |           | Louis Duvernois        | UMP   | Sénateur sortant   |
| 02 |           | Christiane Kammermann  | UMP   | Sénatrice sortante |
| 03 |           | Jean-Pierre Cantegrit  | UMP   | Sénateur sortant   |
| 04 |           | Joëlle Garriaud-Maylam | UMP   | Sénatrice sortante |
| 05 |           | Robert Labro           | UMP   | Membre de l'AFE    |
| 06 |           | Joëlle Valéri          | UMP   | Membre de l'AFE    |
| 07 |           | Pierre Girault         | UMP   | Membre de l'AFE    |
| 08 |           | Nicole Hirsh           | UMP   | Membre de l'AFE    |

### Indignés constructifs
| N° | Candidats | Candidats           | Parti | Principale fonction |
| -- | --------- | ------------------- | ----- | ------------------- |
| 01 |           | Sadia Semhoun       | DIV   |                     |
| 02 |           | Hélène Bensoussan   | DIV   |                     |
| 03 |           | Roland Roth         | DIV   |                     |
| 04 |           | Véronique Vaissbaud | DIV   |                     |
| 05 |           | Lionel Ahdout       | DIV   |                     |
| 06 |           | Aline Bensoussan    | DIV   |                     |
| 07 |           | André Teboul        | DIV   |                     |
| 08 |           | Esther Marciano     | DIV   |                     |

### Démocrates, indépendants et écologistes
| N° | Candidats | Candidats               | Parti | Mandats         |
| -- | --------- | ----------------------- | ----- | --------------- |
| 01 |           | Jean-Marie Langlet      | DIV   | Membre de l'AFE |
| 02 |           | Gloria Giol-Jeribi      | DIV   | Membre de l'AFE |
| 03 |           | Franck Barrat           | DIV   | Membre de l'AFE |
| 04 |           | Marie Dancourt-Cavanagh | DIV   |                 |
| 05 |           | Alexandre Joly          | DIV   |                 |
| 06 |           | Martine Giraud-Volard   | DIV   |                 |
| 07 |           | Jean-Michel Foucault    | DIV   |                 |
| 08 |           | Christèle Auroux        | DIV   |                 |

### Ensemble et solidaires
| N° | Candidats | Candidats        | Parti | Mandats         |
| -- | --------- | ---------------- | ----- | --------------- |
| 01 |           | Richard Alvarez  | DIV   | Membre de l'AFE |
| 02 |           | Mireille Raunet  | DIV   |                 |
| 03 |           | Téric Boucebci   | DIV   |                 |
| 04 |           | Diane Galliot    | DIV   |                 |
| 05 |           | Bertrand Vilmer  | DIV   |                 |
| 06 |           | Annick Poncet    | DIV   |                 |
| 07 |           | Philippe Lepinay | DIV   |                 |
| 08 |           | Maryvonne Samb   | DIV   |                 |

### Alliance solidarité
| N° | Candidats | Candidats                 | Parti | Principale fonction                                         |
| -- | --------- | ------------------------- | ----- | ----------------------------------------------------------- |
| 01 |           | Jean-Pierre Bansard       | ASFE  | Ancien président du Consistoire central israélite de France |
| 02 |           | Évelyne Renaud-Garabedian | ASFE  |                                                             |
| 03 |           | René Pichon               | ASFE  |                                                             |
| 04 |           | Ninette Hababou Wajsbrot  | ASFE  |                                                             |
| 05 |           | Robert Lafont             | ASFE  |                                                             |
| 06 |           | Isabelle Bettan           | ASFE  |                                                             |
| 07 |           | Michel Soussan            | ASFE  |                                                             |
| 08 |           | Valérie Rosenthal Cacoub  | ASFE  |                                                             |

### France initiatives républicaines
| N° | Candidats | Candidats             | Parti | Principale fonction |
| -- | --------- | --------------------- | ----- | ------------------- |
| 01 |           | François Bridon       | DIV   |                     |
| 02 |           | Micheline Etomo Afane | DIV   |                     |
| 03 |           | José Mongo            | DIV   |                     |
| 04 |           | Mylène Essiane Avini  | DIV   |                     |
| 05 |           | Bilel Satouri         | DIV   |                     |
| 06 |           | Marie Jeanne Eyoko    | DIV   |                     |
| 07 |           | Georges Bolvin        | DIV   |                     |
| 08 |           | Marthe Bourmant       | DIV   |                     |

### Collectif des démocrates handicapés
| N° | Candidats | Candidats               | Parti | Mandats |
| -- | --------- | ----------------------- | ----- | ------- |
| 01 |           | Isabelle Resplendino    | DIV   |         |
| 02 |           | Jacques Borie           | DIV   |         |
| 03 |           | Joëlle Jullien de Corte | DIV   |         |
| 04 |           | Jean Louis Fontaine     | DIV   |         |
| 05 |           | Lucienne Soulier        | DIV   |         |
| 06 |           | Jean-Paul Sueur-Mehut   | DIV   |         |
| 07 |           | Maria Garcia            | DIV   |         |
| 08 |           | Alain Cocq              | DIV   |         |

## Résultats
| Tête de liste  | Tête de liste        | Liste          | Voix | %      | Élus |
| -------------- | -------------------- | -------------- | ---- | ------ | ---- |
|                | Louis Duvernois      | UMP            | 77   | 49,68  | 4    |
|                | Hélène Conway-Mouret | PS-EELV        | 54   | 34,84  | 2    |
|                | Jean-Pierre Bansard  | ASFE           | 9    | 5,81   |      |
|                | Jean-Marie Langlet   | DIV            | 8    | 5,16   |      |
|                | Richard Alvarez      | DIV            | 5    | 3,23   |      |
|                | Sadia Semhoun        | DIV            | 1    | 0,65   |      |
|                | Isabelle Resplendino | DIV            | 1    | 0,65   |      |
|                | François Bridon      | DIV            | 0    | 0,00   |      |
|                |                      |                |      |        |      |
| Inscrits       | Inscrits             | Inscrits       | 155  | 100,00 |      |
| Abstentions    | Abstentions          | Abstentions    | 0    | 0,00   |      |
| Votants        | Votants              | Votants        | 155  | 100,00 |      |
| Blancs et nuls | Blancs et nuls       | Blancs et nuls | 0    | 0,00   |      |
| Exprimés       | Exprimés             | Exprimés       | 155  | 100,00 |      |

### Sénateurs élus
| Sénateur | Sénateur               | Parti |
| -------- | ---------------------- | ----- |
|          | Hélène Conway-Mouret   | PS    |
|          | Jean-Yves Leconte      | PS    |
|          | Louis Duvernois        | UMP   |
|          | Christiane Kammermann  | UMP   |
|          | Jean-Pierre Cantegrit  | UMP   |
|          | Joëlle Garriaud-Maylam | UMP   |